# Centre de lutte antiterroriste (Hongrie)

Emblème du TEK

Le Centre de lutte antiterroriste (en hongrois : Terrorelhárítási Központ, TEK), anciennement Service antiterroriste (Terrorelhárító Szolgálat, TeSz) est une unité antiterroriste hongroise rattachée à la direction de la Police d'intervention. Ses missions sont d'éviter toute menace terroriste qui pourrait toucher la Hongrie ou ses frontières.

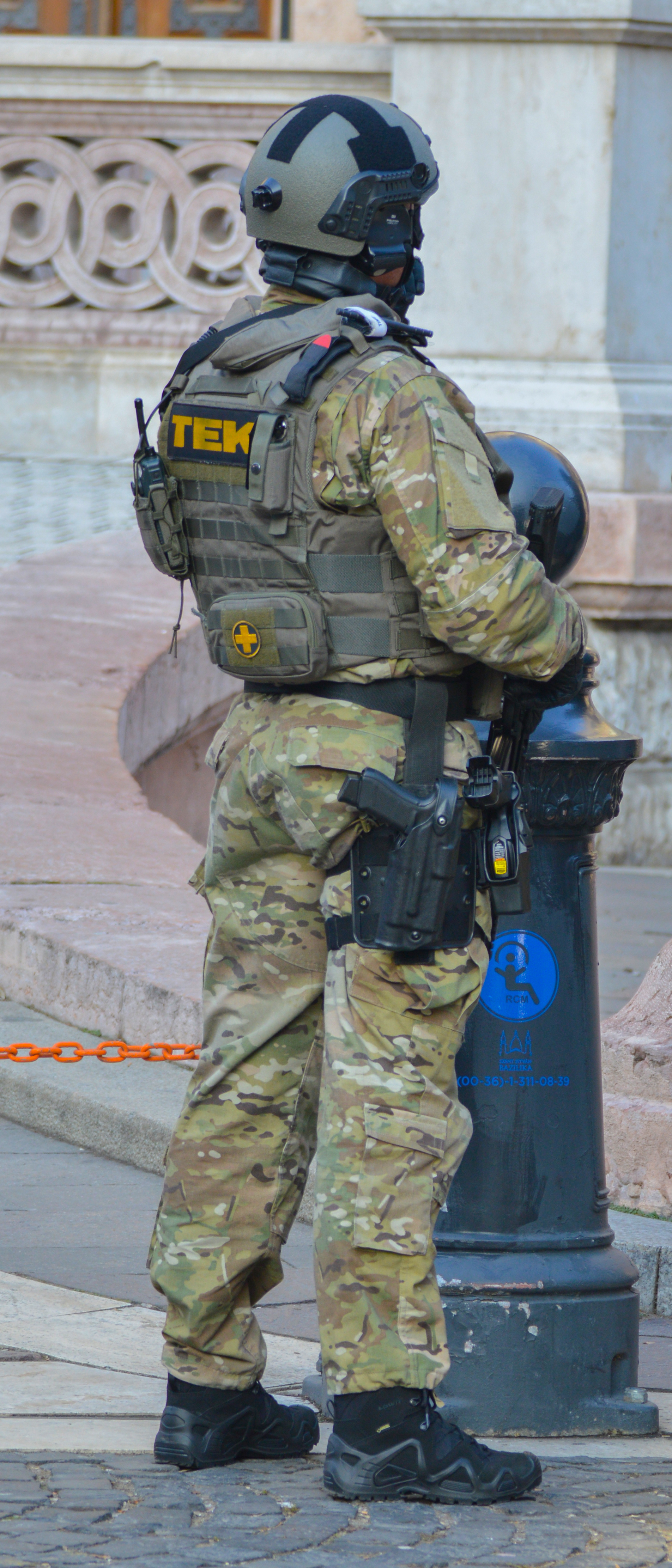
Agent du TEK

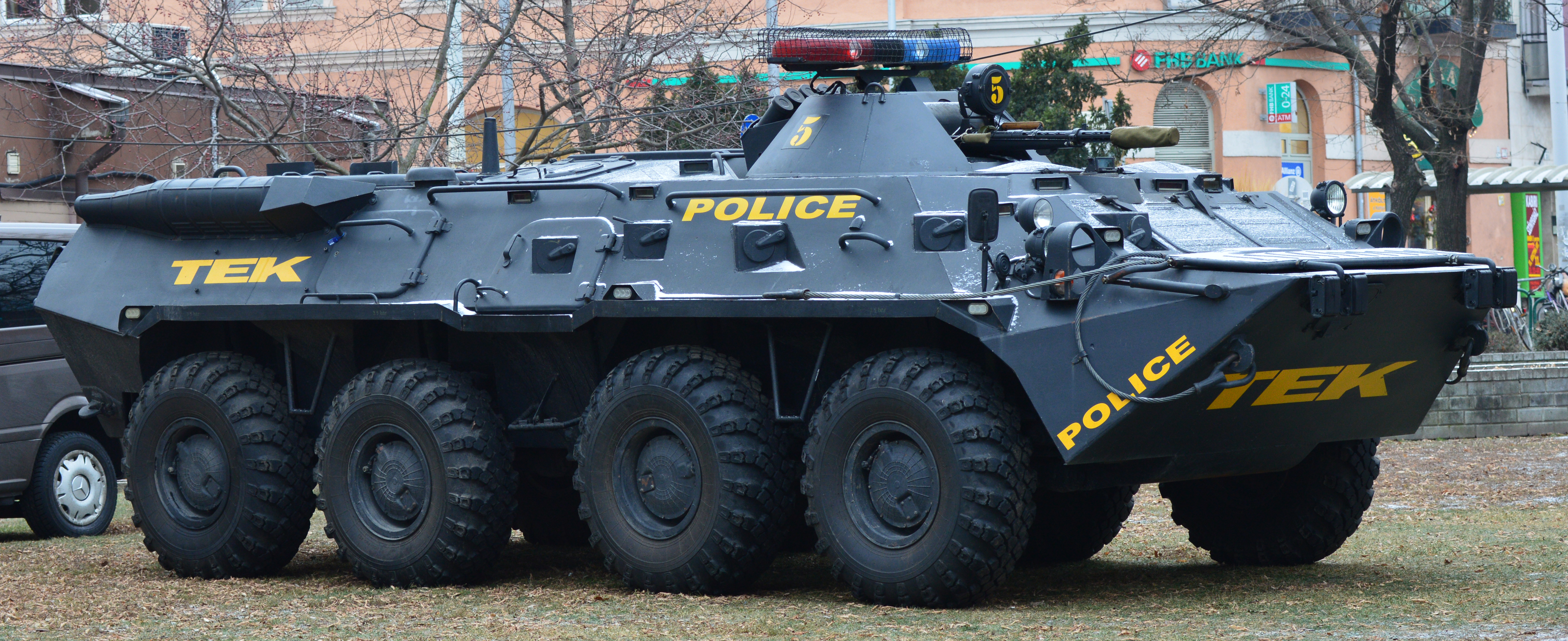
Un BTR-80